# Edwin Harris Colbert
Pour les articles homonymes, voir Colbert.
Edwin Harris Colbert, né en 1905, mort en 2001, est un paléontologue des vertébrés américain renommé, et chercheur prolifique.

## Biographie
Reçu baccalauréat en arts à l'université du Nebraska, il passa ensuite sa maîtrise et son doctorat à l'université Columbia, d'où il est sorti en 1935.
Il a découvert des fossiles d' Effigia et Coelophysis.
Il a mené des recherches et des expéditions, notamment au Brésil et en Antarctique. Il est devenu conservateur du musée de l'Arizona du nord, à Flagstaff (Arizona). Il a publié une vingtaine de livres et plus de 400 articles scientifiques.

## Source
- (en) Cet article est partiellement ou en totalité issu de l’article de Wikipédia en anglais intitulé « Edwin H. Colbert » (voir la liste des auteurs).